# Hôtel de Lisleferme
L'hôtel de Lisleferme est un hôtel particulier du XVIIIe siècle situé 5, place Bardineau, à Bordeaux, en France.
Depuis 1862, il abrite le muséum d'histoire naturelle de Bordeaux.

## Historique
L'hôtel est construit en 1781 par l'architecte Richard-François Bonfin pour le compte de Pierre-Romain Nicolas de Lisleferme (1737‑1821), seigneur du Bosc, avocat au parlement de Bordeaux, jurisconsulte, poète et amis des arts, président de l'Académie de Bordeaux, d'une famille protestante de La Rochelle.
En 1857, l'édifice est acquis par la municipalité en vue d'y installer le cabinet qui prendra alors le nom de Muséum d'histoire naturelle. Sur les plans de l'architecte municipal Charles Burguet, l'édifice subit d'importantes modifications pour sa conversion en musée. De l'ancien hôtel particulier, il ne reste plus que la rampe en fer forgé de l'escalier, et le salon ovale Louis XVI. Le déménagement et l'installation des collections, sous la direction du conservateur, le docteur Souverbie, sont aboutis en 1862. En 1952, trois salles sont affectées avec le départ du musée de préhistoire et d’ethnographie, qui occupait les trois salles du rez-de-chaussée depuis 1871.

#### Salon Louis XVI

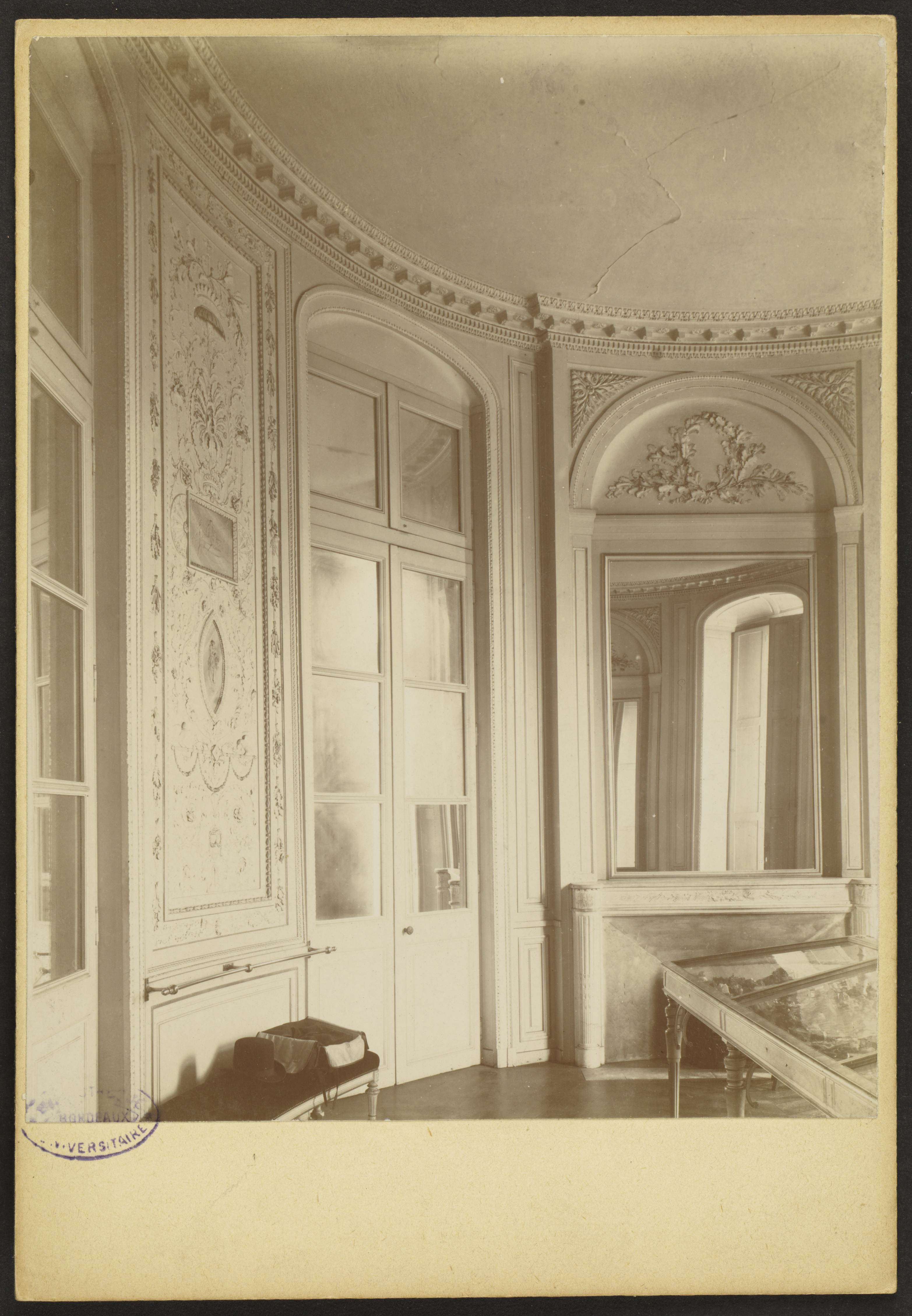
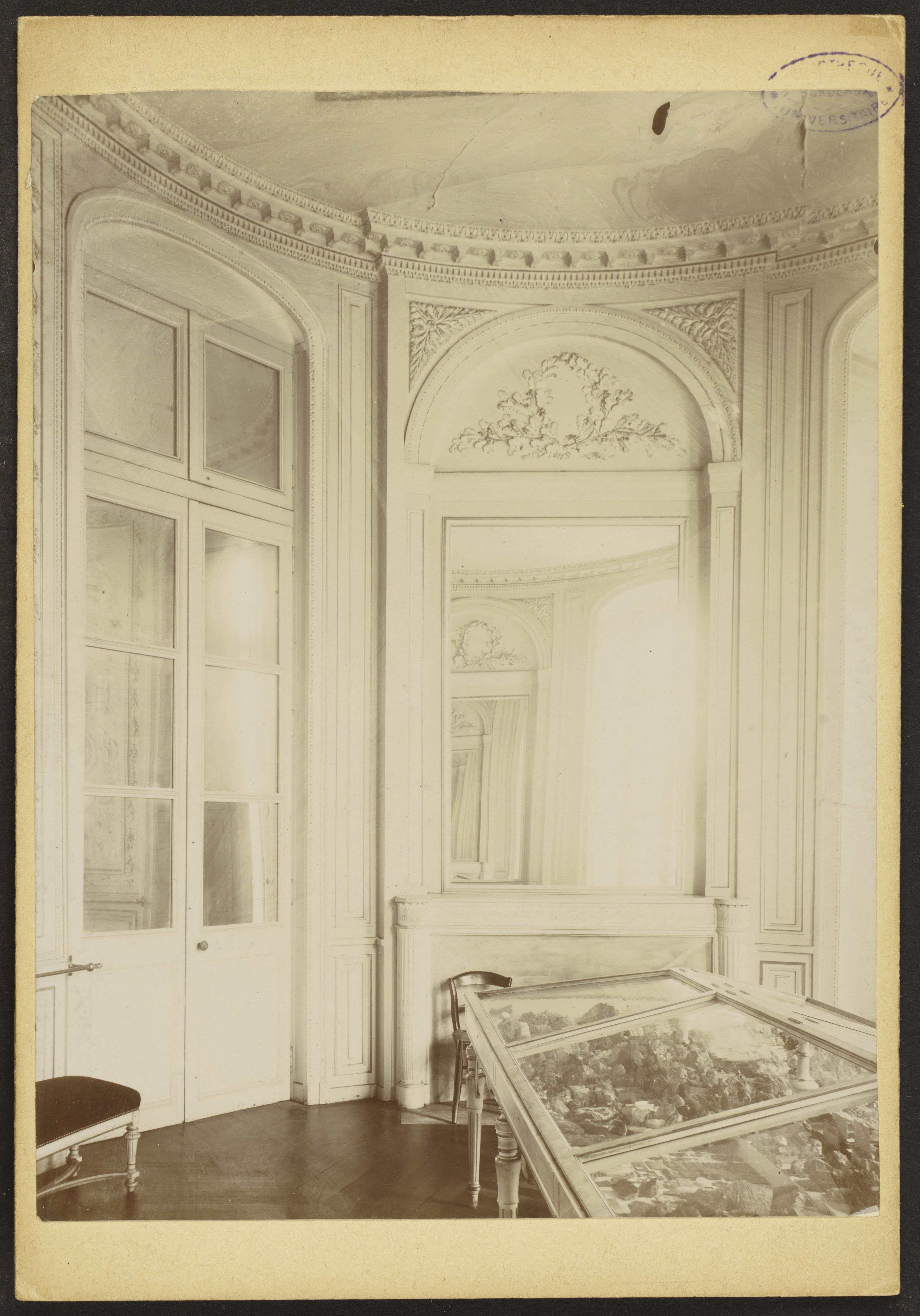
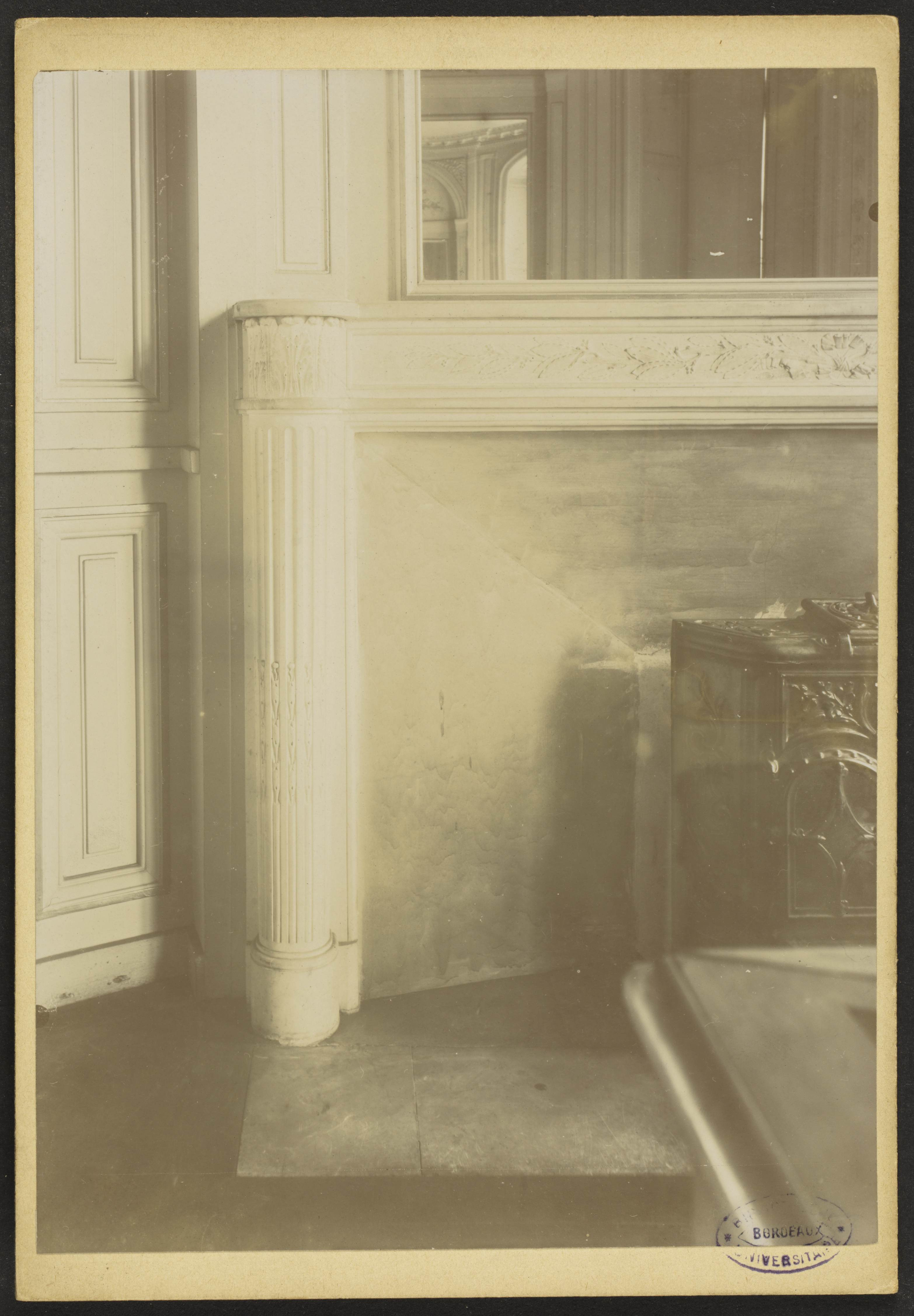
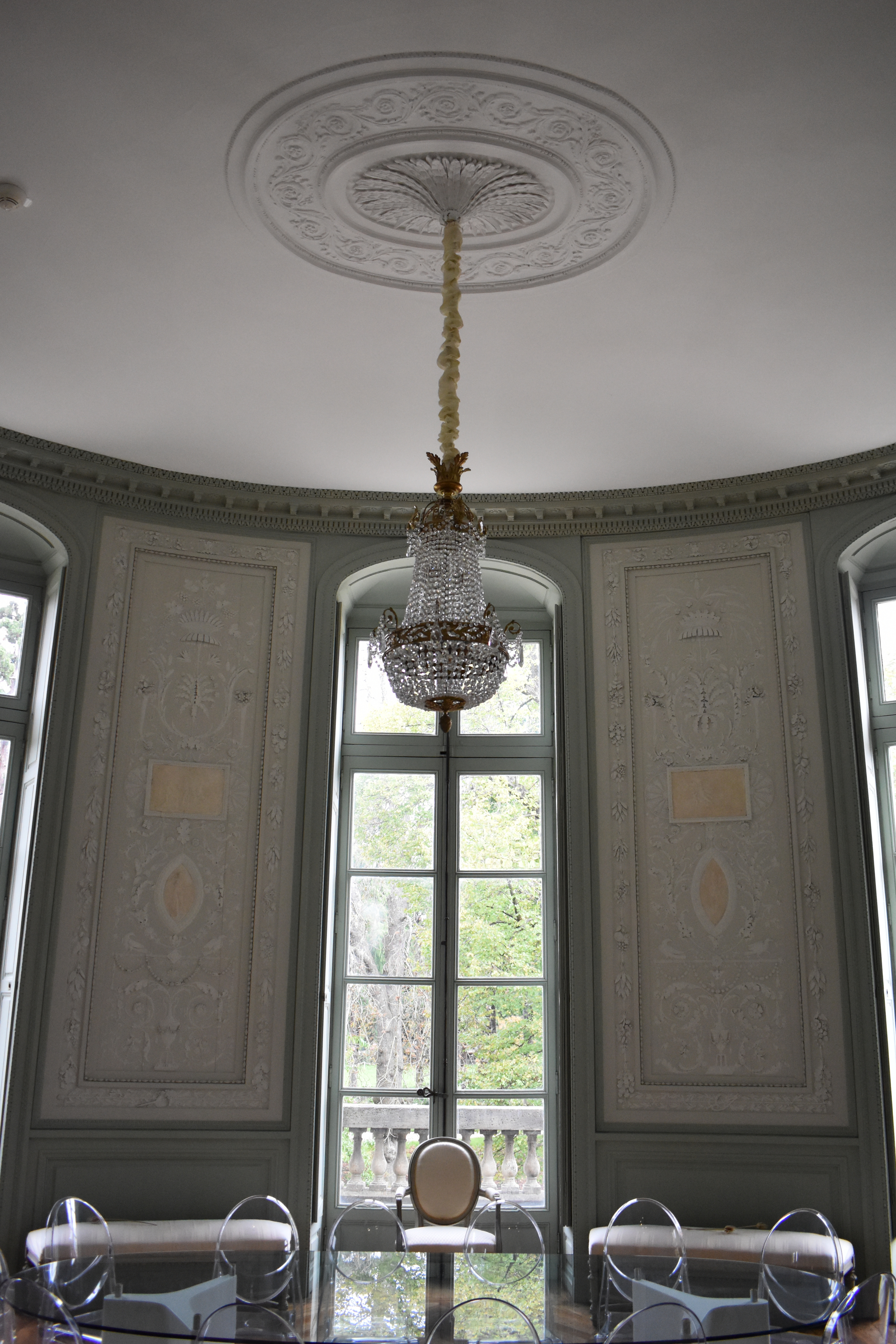

## Protection
Ce bâtiment fait l'objet d’une inscription au titre des monuments historiques depuis le 8 octobre 1935.

## Galerie

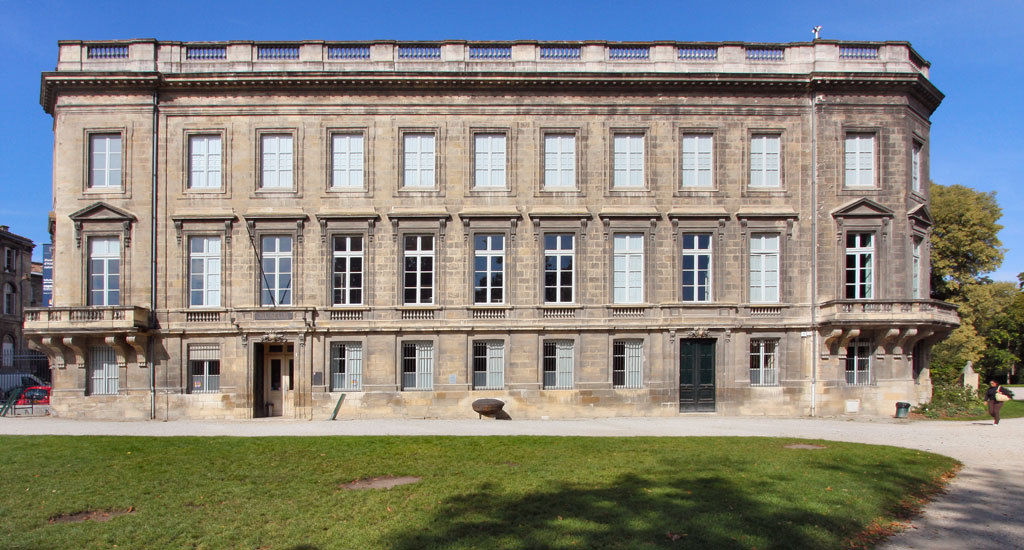
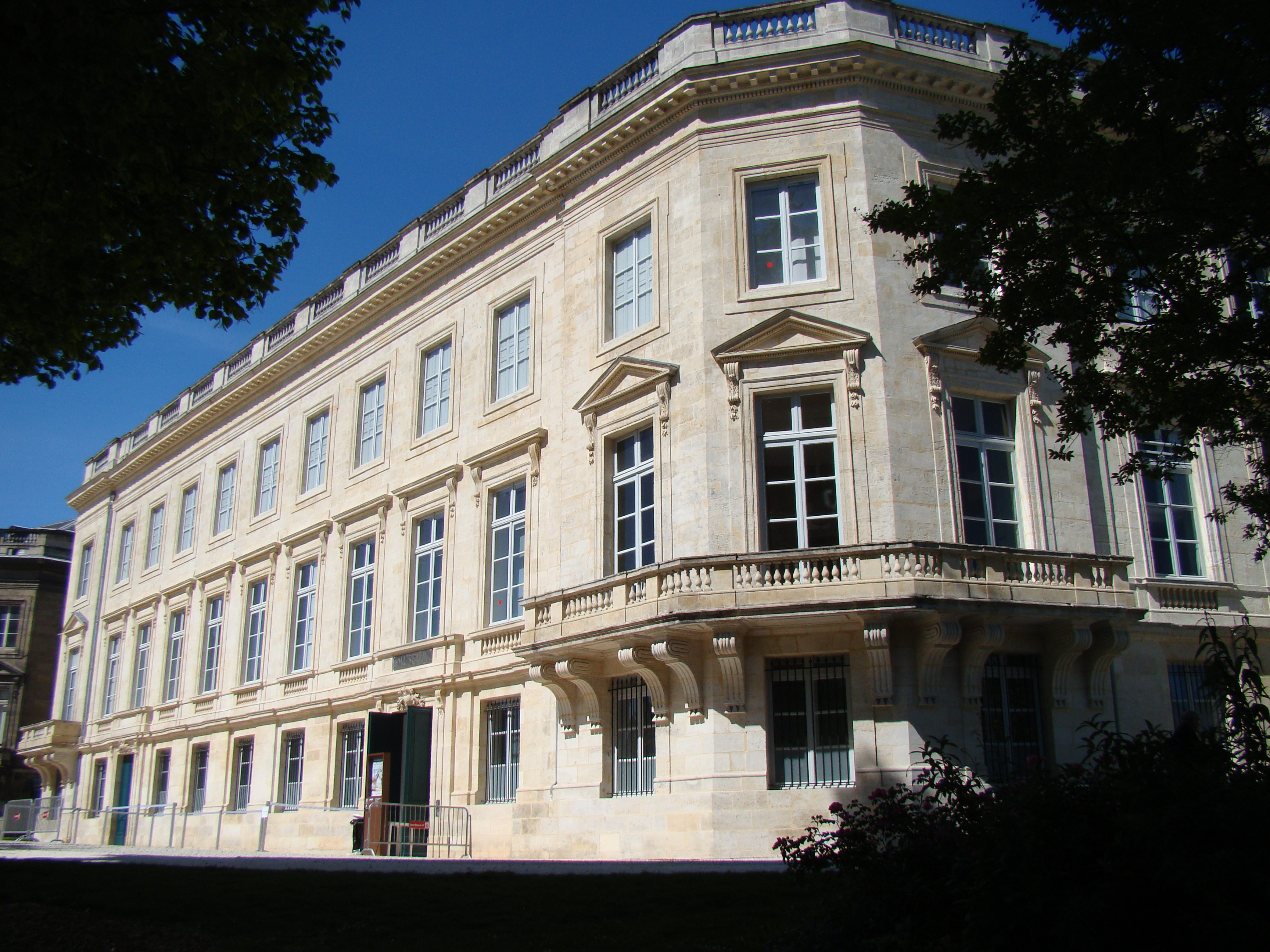
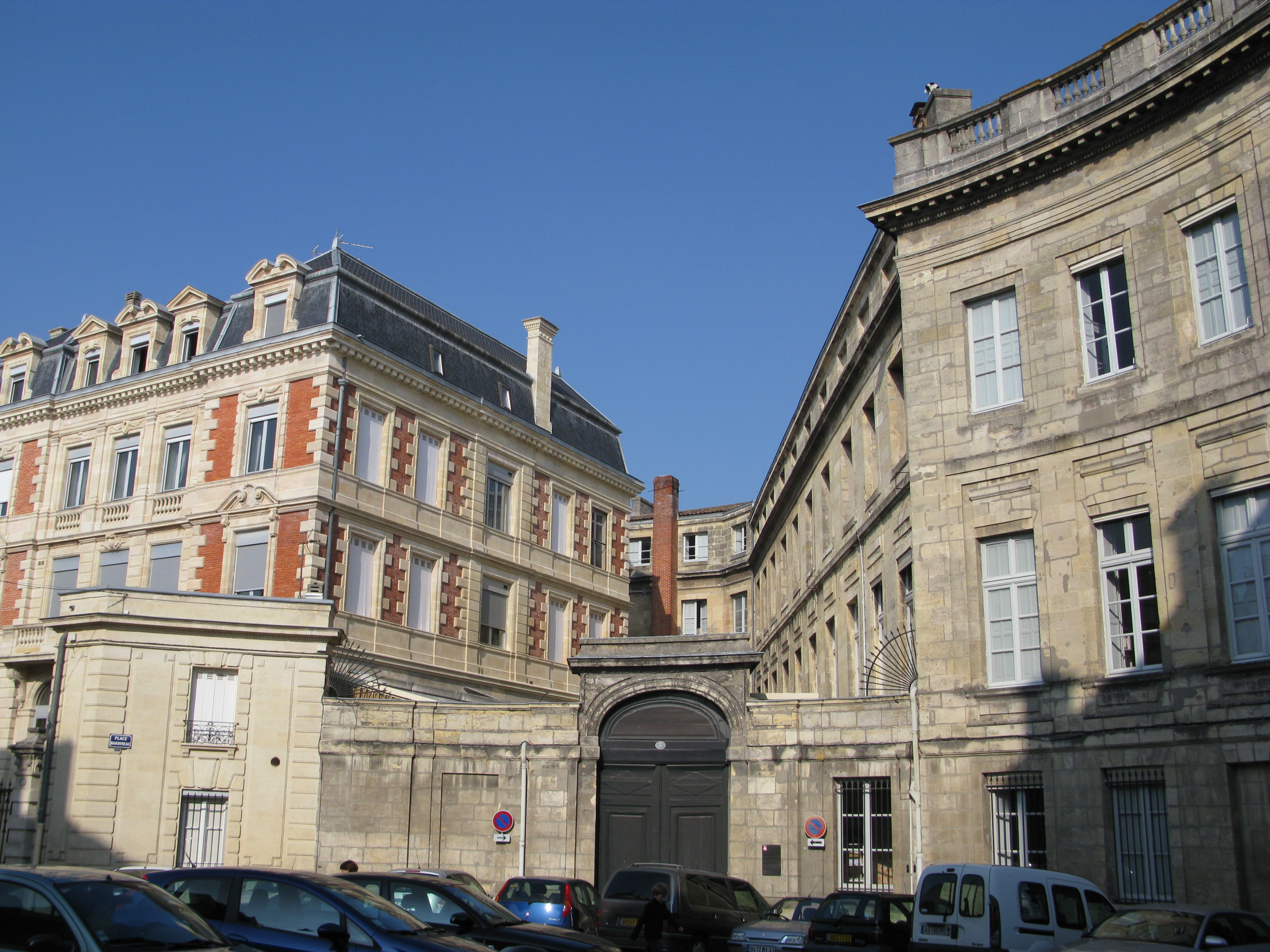
Entrée donnant sur la place Bardineau